# 高松 (无机化学家)
高松（1964年2月—），男，安徽泗县人，中国无机化学家，中国科学院院士，现任中山大学校长、中国科学技术协会副主席。曾任北京大学常务副校长、华南理工大学校长。

## 生平
1985年本科毕业于北京大学化学系，1988年和1991年先后获该校硕士、博士学位。
1988年至2018年，先后任北京大学化学系和化学与分子工程学院助教、讲师、副教授、教授。2000年4月至2002年5月任北京大学化学与分子工程学院党委副书记，2002年5月至2006年5月任北京大学化学与分子工程学院副院长，2006年至2010年任北京大学化学与分子工程学院院长，2011年4月至今任北京大学化学与分子工程学院学术委员会主任。2013年4月起任中共北京大学党委常委、教务长，2013年9月起任北京大学副校长，2015年3月起兼任北京大学研究生院院长（2017年10月不再兼任），2018年4月任北京大学常务副校长。
2018年10月12日，任华南理工大学校长、党委副书记。2021年11月19日，任中山大学校长、党委副书记。2022年8月26日，不再担任华南理工大学校长，党委副书记。
2023年3月，担任第十四届人大常委会委员。

## 奖项和荣誉

### 奖项
2004年获第八届中国青年科技奖。2006年获国家自然科学二等奖。

### 荣誉
2002年，入选长江学者特聘教授。2007年当选为中国科学院院士，2013年当选为发展中国家科学院院士。2013年获何梁何利科学与技术进步奖。